# Club Natació Terrassa

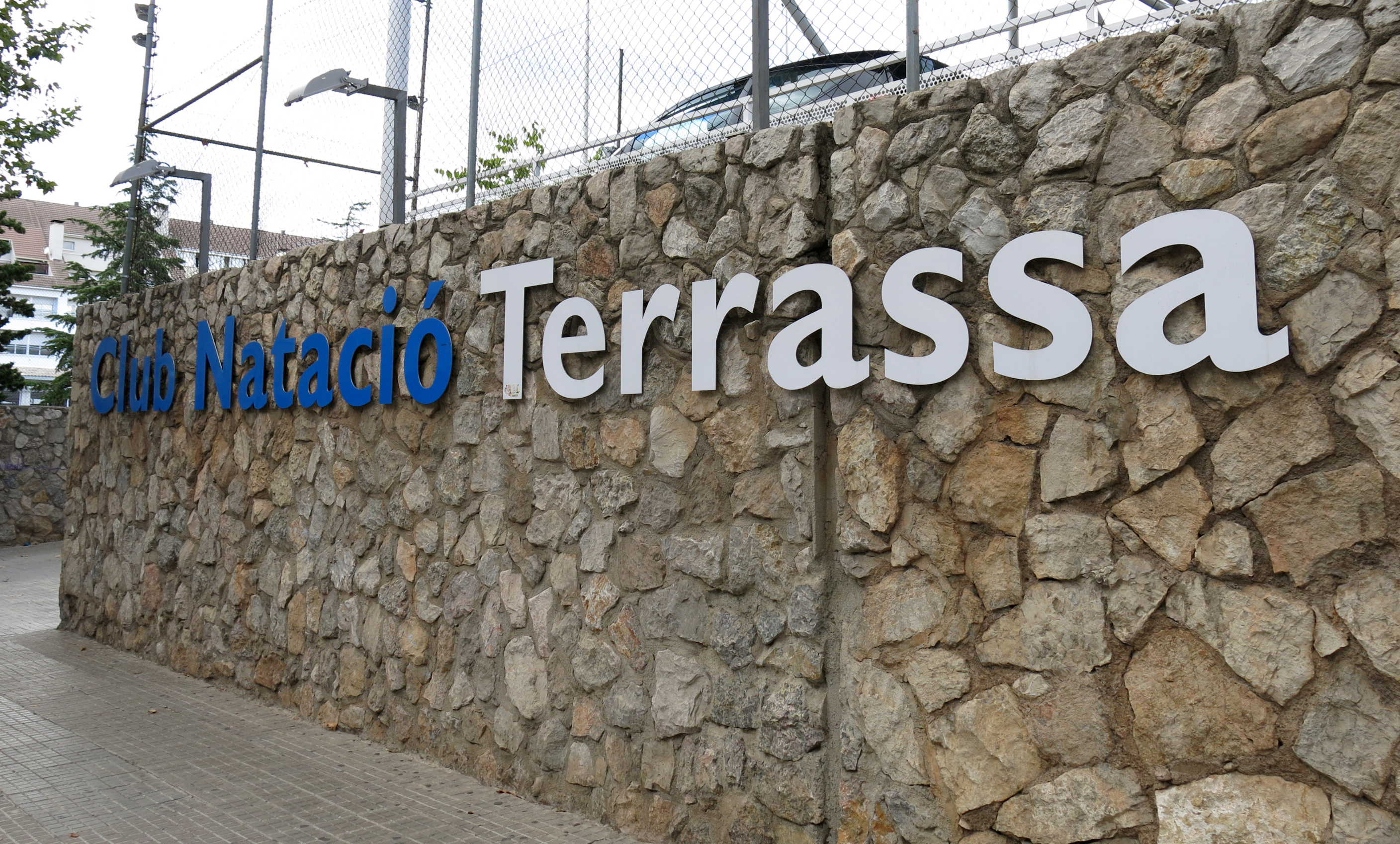
Entrada da sede do Clube.

Club Natació Terrassa é um clube de natação e polo aquático espanhol da cidade de Terrassa. atualmente na Divisão de Honra.'

## História
O Club Natació Terrassa foi fundado em 1932.